# 3231 Mila
3231 Mila è un asteroide della fascia principale. Scoperto nel 1972, presenta un'orbita caratterizzata da un semiasse maggiore pari a 2,4456692 UA e da un'eccentricità di 0,1261798, inclinata di 6,38645° rispetto all'eclittica.